# Mondo Bizarro
Mondo Bizarro är Ramones tolfte studioalbum, utgivet den 1 september 1992. Det producerades av Ed Stasium. Det är det första studioalbumet med basisten C. J. Ramone, efter att denne ersatt originalmedlemmen Dee Dee Ramone.

## Låtlista
1. "Censorshit" (Joey Ramone) - 3:13
2. "The Job That Ate My Brain" (Marky Ramone, Skinny Bones) - 2:17
3. "Poison Heart" (Dee Dee Ramone, Daniel Rey) - 4:04
4. "Anxiety" (Marky Ramone, Skinny Bones) - 2:04
5. "Strength to Endure" (Dee Dee Ramone, Daniel Rey) - 2:59
6. "It's Gonna Be Alright" (Joey Ramone, Andy Shernoff) - 3:20
7. "Take It as It Comes" (Jim Morrison, John Densmore, Robby Krieger, Ray Manzarek) - 2:07
8. "Main Man" (Dee Dee Ramone, Daniel Rey) - 3:29
9. "Tomorrow She Goes Away" (Joey Ramone, Daniel Rey) - 2:41
10. "I Won't Let It Happen" (Joey Ramone, Andy Shernoff) - 2:22
11. "Cabbies on Crack" (Joey Ramone) - 3:01
12. "Heidi Is a Headcase" (Joey Ramone, Daniel Rey) - 2:57
13. "Touring" (Joey Ramone) - 2:51